# Heller (moneda)
El Heller o Häller ([ˈhɛlɐ]ⓘ Hel·ler) fue una moneda alemana valuada en medio Pfennig (0.5 pf), denominada así por la ciudad de Hall am Kocher (hoy Schwäbisch Hall). La moneda fue acuñada desde el comienzo del siglo XIII como «Pfennig de plata», Häller Pfennig.
El término Heller fue muy usado para nombrar las monedas de pequeño valor en los Estados germanos hasta 1873 cuando, tras la unificación germana, el marco y el Pfennig se introdujeron como numerario monetario.
El heller germano resurgió en 1904 cuando el gobierno tomó la responsabilidad por la divisa de las posesiones alemanas al este del continente negro de la Compañía Alemana del África Oriental. El heller se introdujo con un céntimo de rupie del África Oriental Alemana como nueva fracción en lugar del pesa de 1/64 de rupia.
Heller fue también el término utilizado el céntimo de la corona austrohúngara en para la parte austríaca de dicho Imperio (en la parte húngara se denominaba fillér), en la divisa corriente desde 1892 hasta la caída del Imperio.
El término «heller», en checo: haléř, en eslovaco: halier, fue utilizado asimismo para referirse al céntimo de las coronas checa y eslovaca, respectivamente de su país de origen, así como en la desaparecida corona checoslovaca de la antigua Checoslovaquia.